# 荒野より (小説)
『荒野より』（こうやより）は、三島由紀夫の短編小説。41歳の三島が実際に遭遇した小事件を題材にした作品で、三島としては珍しい私小説的な心境小説である。ある日の早朝、突然2階の窓ガラスを割って闖入して来た熱狂的ファンの青年と対峙した〈私〉が、小説家としての自分が読者に及ぼす影響と、〈あいつ〉がやって来た〈私〉の心の内的観念世界の孤独を対比的に綴っている。
『荒野より』は、三島が死と行動の世界に歩みつつあった晩年初期の時期に書いていた身辺雑記風の心情告白として研究されることが多く、自死に至る三島の心情の過程を見る上で、最晩年に書かれた双生児的な随筆『独楽』としばしば並列され論じられる作品でもある。

## 発表経過
1966年（昭和41年）、文芸雑誌『群像』10月号に掲載され、1967年（昭和42年）3月6日に中央公論社より作品集『荒野より』として単行本刊行された。中公文庫より1975年（昭和50年）1月10日に刊行された文庫版は一時絶版になったが、2016年に改めて発行された。
翻訳は、Estrellita Wasserman訳によりフランス（仏題：Du fond des solitudes）で行われ、英語（英題：From the Wilderness）はジョン・ネイスンによって行われている。

## あらすじ
梅雨時の或る明け方、書斎での徹夜の仕事を終え寝室で眠りについた頃、外部の騒がしい音に目を覚ました「私」は、父親が大声で誰かを制止しているただならぬ気配と、何者かが力強く勝手口の扉を叩く音の異常さに気づき、木刀を持って階下に降りていった。
やがて音は別の場所に移り、2階の妻の寝室の仏蘭西窓が激しく叩かれていた。「私」が階下に戻り、子供たちをどこに隠すか家族と相談していると、ガラスの割れる音がした。2階に行こうとする妻に「私」は木刀を渡し、妻より先に上り、書斎に置いてある、もう一つの木刀を取りに上がった。
カーテンに閉ざされた薄暗い書斎の机の角に、背の高い痩せぎすの青年が立っていた。青年はひどく蒼ざめた顔で、書棚から引き抜いた一冊の百科事典をひろげて見ていた。何をしに来たのかと「私」が問うと、その青年は、極度に緊張した蒼白な顔で、「本を借りに来たんです」とふるえ声で「私」を見つめ、1、2歩近づくように身体が揺れて、「本当のことを話して下さい」とさらに切羽詰った声音で言った。
「本当のこと」とは何かと「私」が聞くと、青年は喘ぎながら、また同じ言葉を繰り返すだけだったが、「私」はなるべく穏やかに、「何でも本当のことを話しましょう」と時間稼ぎをした。そこへ警官らが入って来て青年は取り囲まれたが、再び同じ言葉を叫び、警官になだめられながら大人しく連行された。しかし勝手口から追い出されそうになると暴れ出し、激しく抵抗しながら、なおも首を後方の「私」に向け、「三島さあん！」と何度も絶叫して行った。
警察での聞き取り調書が終り、「犯人」との面通しをした時、青年の表情には先刻の「切実な魂」はなく、「私」はそこに単なる「他人の顔」を見るだけだった。小説家として有名になって以来、「私」はしばしば異様な来客に見舞われ、中には、冷静で狡猾な恐喝まがいの者もあり、そんな悪質で陋劣な輩に「私」は激しい敵意と怒りを覚えるのだが、今度の蒼ざめた青年には全く「悪の匂い」を感じなかった。
「私」は、ふるえて立っている極度に蒼ざめた青年の顔を見た瞬間、自分の「影」がそこに立っているような気がしたのである。しかし「私」は今まで誰かに狂信的に惹かれたことも、狂人であったこともない。「私」が狂的な事件や心理に興味を持つ場合は、それが芸術作品に似た「論理的一貫性」を含んでいる時だけで、その作中人物を「私」が愛する理由は、「〈憑かれる〉ということ」と「論理的一貫性」とが「私」にとっては「同義語」だからである。そしてその「論理的一貫性」は、「無限に非現実的」になる可能性もあるが、同時に「狂気からも無限に遠い」のである。
小説を書くという仕事は、「酒を売る人」に似て、「酩酊」を売るのである。正常な人はそれを「酒」と知った上で、一夜の酔いを楽しみ、醒めれば我に返るが、中にはそれが酒とは知らず、何か有益な飲料と勘違いして悪酔いする人がいたり、元から正常な精神でない人がこれを飲み、その「酒精分」から思わぬ怖ろしい事態を招くこともある。
闖入者の青年の狂気が「孤独」に育まれたものであるのを「私」は一瞥で解したが、その狂気の発現には、「私」の文学作品が介在し、活字を通じて見知らぬ他人の孤独の中へ、小説家の孤独がしみ入っていくのである。今度の闖入事件で、「私」は決して作家が見る機会のない、そういった「読者」の顔を直に見たような気がした。
「私」は普段、「孤独すぎる人間」に「或る忌まわしさ」を感じ、彼らを避け、なるべくなら快活で明るく冗談好きな人たちと過ごしていたいが、「私」の知らない「私」の「精霊」は、陰気な背広を着た「方面委員」のように、孤独な人たちの家々を日夜訪ね歩いている。「孤独の病菌」が充ちていたあの青年を、「私」は今、多少の侮蔑と親しみを込め、「あいつ」と呼ぶ。一体「あいつ」はどこからやって来たのか。警官は「私」に「あいつ」の住所は知らせなかった。
だが「私」には「あいつ」がどこから来たのか分かるような気がしている。「あいつ」は、「私」の心から来たのである。小説家の心は広大で、「あいつ」が考えるほど一色でなく、都会のようにビル街もあれば、並木道や商店街もあり、中央停車場や飛行機、路面電車も走り、野球場や劇場もある。「私」はそのどんな細道も諳んじ、この地図は通常丹念に折り畳まれている。だが、「私」が普段閑却している未開拓の荒涼とした、或る「広大な地域」は、その地図には誌されていない。
「私」の「心の都会を取り囲んでいる広大な荒野」の存在を「私」は知りながらも、足を運ばずにいる。だがそこを「私」は訪れたことがあり、いつかまた、訪れなければならないことを知っている。「あいつ」はその「荒野」から来たのだ。「あいつ」は、本当のことを話せ、と「私」に言ったから、本当のことを話した。

## 登場人物
私
三島由紀夫。小説家。妻と子供2人と暮し、両親は同じ敷地内の離れの家屋に住んでいる。執筆作業はいつも夜中にし、明け方から眠る生活をしている。万が一に備え、寝室と書斎に木刀を置いている。警察署には剣道を通じて知り合った知人がいる。
青年
偏執的な闖入者。狂人的な文学青年。東京で一人暮らしをしながら、或る新聞社に勤めている。両親は東京から遠く離れた土地に暮らしている。前年から2、3度三島邸を訪ね、面会を求めていたが、その度に三島の父母が断っていた。
その他の人々
「私」の父（平岡梓）、母（平岡倭文重）、家内（平岡瑤子）、女中、警察官3人

## 作品背景
『荒野より』で描かれている偏執的ファンの闖入事件は、この作品の発表された同年の1966年（昭和41年）6月下旬に実際に起った出来事である。
その青年はそれ以前にも何回か三島邸を訪れるが、その度に面会を断られ、事件の当日の早朝に三島邸の庭に無断で入り、家人の制止も聞かずに三島宅の勝手口の扉を叩き続けた後、2階の庇に昇り、窓ガラスを割って室内に侵入し、三島の書斎に入り込んだ。青年は家人に通報され、すぐに警官により家宅侵入罪で捕えられた。
なお、この青年以外にも三島の家を訪れる不審者は度々あったようで、中には、身に覚えのない、根も葉もないことをネタに強請りに来る、法律知識を駆使する詐欺師まがいの悪質な輩もいたという。
ちなみに、三島一家がまだ目黒区緑が丘にいた頃に「特攻隊の生きのこり」と名乗る異様な風体の男がやって来たエピソードを、三島の父親・平岡梓が語っている。男は、梓が息子は留守だと言っても、「三島に会わせろ」と無理矢理に家に闖入し、三島の衣服を30点ほど盗んでタクシーで去っていった。
しかし、梓はタクシーのナンバーを石で道路に書き留めていたので、ほどなく強盗男は逮捕された。その後、仮出獄した男は、「三島に会いたい」と新居に再びやって来て、梓が「国に帰って気分転換でもしたらどうか」と諭すと、「旅費が工面できないので…」と言い出し、そのうち、密かに通報しておいたパトカーに連れて行かれたという。

## 文壇の反響・同時代評価
江藤淳は、三島としては珍しい心境小説の「生き生きとして躍動して」いる前半部分の描写を高評価しつつも、作品終盤の「下げ」は、「作家らしい哲学」が付け加えられて、あまりに「気は利いている」がゆえに、〈本当のこと〉らしくないと評した。
山本健吉は、「すっきりまとまった短編」と評し、闖入者の青年を通じて、「自分の小説の毒と対面せざるをえなかった」三島には、その毒がいつか「小説家自身をも毒するものだという予想」があるとし、三島の唱えている、〈芸術家にはたしかに、酒を売る人に似たところがある。彼の作品には酒精分が必要であり、酒精分を含まぬ飲料を売ることは、彼の職業を自ら冒瀆するやうなものである〉という考えに関しては、「（三島）氏が中年期にさしかかり、老年期にはいったとき、なおこのような芸術観が氏をささえうるだろうか」と述べ、山本自身は「芸術による酩酊」は欲せず、少なくとも散文芸術の小説において求めるものは、「心の静穏」だと異論を唱えた。
磯田光一は、三島が『危険な芸術家』という評論の中で、青少年にエレキは有害でベートーヴェンは安全で有益であるという考えが〈近代的な文化主義〉の影響で世に蔓延り、〈ベートーヴェンのベの字もわからない俗物〉もそれを鵜呑みにし、〈政府の文化政策〉もその線から離れられないことに言及しながら、〈毒であり危険なのは音楽自体であつて、高尚なものほど毒も危険度も高いといふ考へは、ほとんど理解されなくなつてゐる〉 と指摘していることに触れつつ、『荒野より』の中に、それと同様の三島の「芸術的マニュフェスト」や、「自己批評」を我々が読み取ったとしても、「日常生活と荒野との間にひろがる溝の深さは、大きくも小さくもならない」として、この作品意義を以下のように評価した。
佐伯彰一は、『荒野より』の中で、芸術家を〈酩酊を売る人〉、諸作品を〈酒〉と言った三島の自覚を「不気味なほどの的確さ」とし、後半の〈私〉と〈あいつ〉との「重ね合せ」の明晰な分析や、孤独への嗅覚の鋭敏さは鮮やかで、「きりりと引きしまった短篇」ではあるとしながらも、短編小説自体の読後感として見た場合、「割り切れすぎて、含みと余情に乏しい」と評し、同じく「孤独」のテーマを扱い、「聞き書きの話」という間接法で書かれた、芥川龍之介の短編『孤独地獄』の方が孤独に身につまされている余韻が感じられるとして、両作品の比較論を展開した。
佐伯は、『花ざかりの森』から『豊饒の海』に至るまで、〈孤独〉は三島作品の基本テーマの一つであったが、芥川やその弟子の堀辰雄、さらに太宰治と比べてみると、三島の対処は、「孤独そのものの定着、造型」の点で「弱味が目立つ」とし、三島の場合は早急に自己を対象化し、「位置づけと診断」の方向へ一気に突っ走り、太宰とは違う意味で「生きることに心せいた」三島であったが、「孤独に対してさえも、終始前のめりの姿勢をとりがちだった」と考察した。そして、もしも三島が死なずに逮捕され、「獄中」に下り、ワイルドのように蔑まれる孤独を味わえば、新境地が開けて第二の三島文学がもたらされたかもしれないと、円地文子と同様の想像や願望を述べつつ三島を評伝し、『荒野より』のテーマと繋がる評論『小説とは何か』と未完作品の『日本文学小史』の二つの遺作を論じた。

## 作品研究・解釈
『荒野より』は、身辺雑記をそのまま小説にしたもので、三島の小説の中ではほとんど見られない異色作であるため、晩年の三島が何故、このような何の虚構設定もない、三島従来の方法論でない純粋な私小説、心境小説を書いていたのかに焦点が当てられ、この後、行動と死の世界に突き進んでいった三島の内面を探る作品の一つとして論じられる傾向がある。同時代の評価でも指摘されているように、〈芸術家にはたしかに、酒を売る人に似たところがある〉という作中の「さりげない言葉」に、三島の芸術観が垣間見られ、三島が「狂気・孤独・芸術」についての内的告白をしている作品でもある。
村松剛は、『荒野より』を発表した頃の三島は、それまで築き上げ、「開拓して来た多彩な世界」（〈私の心の都会〉の世界）に満足できなくなっていたとし、この小説の中で、「孤独な狂気の世界」である〈荒野〉に足を踏み入れる決意を表明し、次第に「荒野へ、行動の世界へ」と踏み込んでいったと考察している。そして最後は「だれもついて行けない孤独な地点」にまで、三島は歩み去っていったと村松は述べている。
中上健次は、私小説を書かない三島が、自分の両親や妻を登場させているのは、三島の短編の中でも独特であり、「一見私小説風な仕立て」の『荒野より』は、〈私〉から見た事件経過の1章目、家人達から見た事件経過の2章目、それらを突き合わせた思索の3章目という、芥川龍之介の『藪の中』のような3つの視点の「構成意志のはっきりした」作品であるにもかかわらず、「不思議な感触」を抱かせるとし、三島が「〈私〉ではないもう一人の〈私〉」という「ドッペルゲンゲル風な作品」をそれまでも『仮面の告白』や『金閣寺』など多く書いているが、『荒野より』が違うのは、「本来なら愚弄し、嘲笑し、こづきまわすはずの〈本当のこと〉などという言葉を口にする男」を、〈私〉の思索は男を免罪するように、「作家の逡巡や内省」が描かれていることで、そこに「不思議な感触」が生じるとしている。
そして中上は、〈私〉が最後に〈本当のことを話した〉と言うオチは「上手い、シャレた、少しばかり苦い味」で、そこに再び立ち現れるのも「ドッペルゲンゲル」であり、「〈本当のこと〉を求めて、今一度、男と共に〈私〉の元へ〈本当のこと〉を訊ねに行かなくてはならなくなる」と解説しながら、〈私〉と〈あいつ〉の関係を以下のように考察している。
奥野健男は、元々は話者が直接、聴衆に物語ることから発生した「言語芸術」が、印刷技術の発達により活字を媒体とした「孤独な作者と孤独な読者」の関係に移行し、「遠隔力学の芸術」である「小説」というジャンルが生れたことを前置きし、三島という作家が特に「読者」との交遊・交流を避け、小説に関しては「孤独な遠隔力学による表現であること」に徹していたが、『荒野より』では珍しく孤独な「内心の秘密」が語られ、自らの「文学宇宙、心の地図」を説明し、『金閣寺』や『英霊の聲』など自作の〈憑かれる〉人物を冷静明晰に造型していることが明かされ、三島の知的で論理的な自己洞察力の鋭さや、怜悧な認識力が再確認されて、『仮面の告白』以来の「強い感動」を覚えたと評している。
また奥野は、三島が描く〈都会〉は昭和戦前期の「古風」さで「精巧な模型の都市」であり、三島自身も子供の頃から、世界は積木細工以上のものでないと捉えていたにもかかわらず、三島の観念の中の都市は、小説の中では「生きた都市」に変貌するとし、その理由は、三島が根っからの都会作家であり、都会の頽廃やニヒリズムを表現できる作家は日本において三島が一番であり、「都会の本質的な遊びや人間関係」を描くことができると同時に、「美や遊びや悦楽の周辺に居ながらも、そこに参加できないみそっかすの人間のみじめさと屈辱と復讐の心」を一番理解しているのも三島であるとし、「都会の落伍者、落伍しながらも都会以外に住む場所のない落伍者」は三島文学の重要人物となると解説している。
そして「三島の文学王国」は、「荒野の中にある孤立した都市」であり、その荒野は、安部公房の『砂の女』や『内なる辺境』の砂の荒野に似て、荒野から都市を侵略する騎馬民族か、あるいは『他人の顔』や『箱男』の主人公を想起できるが、三島の荒野は空襲で焼け野原になった廃墟に思えると、奥野は以下のように考察し、生前の三島は「動かない都市を、荒野を超えて専ら、海に求めた」とも語っている。
清水昶は、人生が絶えず期待し要求する「童話」、「まれびと」（宮沢賢治の『風の又三郎』の又三郎のような存在）について触れながら、日本の敗戦の年に遺書を残していた三島は、「あきらかに戦後という時代に転校してきたまれびと」であったとし、様々な作品の中で自身の分身である「まれびと」を描いた三島が、「戦中の死の意識」を、「生死不明」の戦後の時代に突きつけることにより、「人間が人間として生きるための意識」を活性化させようとしたと考察している。
そして清水は、『荒野より』の中で、〈あいつ〉がやって来た〈荒野〉について三島が言う、〈いつかそこを訪れたことがあり、又いつか再び、訪れなければならぬことを知つてゐる〉という「述懐」には、「虚無の美へと踏み込むことによってみえてくる輪廻転生への三島の熱い願望がある」とし、以下のように考察している。また『荒野より』と似た作品『独楽』にも触れ、「大人になってしまったことの絶望感」を「少年期という過去」から照らし出していると解説している。
青海健は、類似的で「二曲一双」な『荒野より』と、随筆『独楽』を詳細に比較論考し、『独楽』が書かれた時点では、三島はすでに自死の決意を固めていたため、〈先生はいつ死ぬんですか〉と質問しに男子高校生と「私」の関係は「距離間隔なし」に描かれ、透明に澄んだ〈独楽〉の瞬間に〈何か〉と入れ替わり、「異界（死の世界、文学の否定へと到達してしまった者の住む場所）からのメッセージ」を〈私〉に届けた〈少年〉は、「行動の世界へと参入した三島自身の姿」であり、彼に自己の姿を仮託することで、三島が自ら少年へと変身していると考察している。
そして『荒野より』の時点の三島には、まだ自死の考えはなく、「日常性にどっぷりと浸った幸福な世界の住人」であったため、「〈荒野〉の世界（文学や小説そのものが本質的に抱えこんでいる孤独や狂気の領域）」から来た青年は日常性を破る闖入者として現われ、青年と「私」の間にはまだ大きな距離感覚があるとし、「異界」（死）がすでに〈狂気〉ではなくなっていた『独楽』とはその点の違いはあるが、両作品は共に同じ主題を持ち、青年は〈私〉の分身〈あいつ〉であり、「いつか確実に〈私〉を襲う」ものとして〈荒野〉が予感されていると青海は考察している。
また青海は、三島を襲う「死」は単に抽象的なものでなく、「肉体や行動の美学」、二・二六事件と天皇、「戦後社会のあり方をめぐる問題性」などの「思想」と深く関わっているが、心境小説の問題では「心情」の内部を探るとし、そこで鍵となる「作者三島と語り手〈私〉との分裂」、「〈私〉と青年（少年）との分身または変身」の観点を鑑みつつ、読者に自決の決意を隠し「仮面」の書き手にならざるを得ない『独楽』でさえも、「純粋で素直な自己の真情を小説として告白すること」を成功させているとし、まだ自衛隊治安出動の希望を持っていた1969年（昭和44年）の新宿デモ以前の時点に書かれた『蘭陵王』に見られる「無意識の死の予感」とも絡めて、蘭陵王の仮面の下の素面の〈やさしい顔立ち〉の世界は、「恐るべき〈荒野〉（死）」と同じ地点でもあり、同時にそこは「人間存在が回帰していくべき〈やさしい〉故郷」であり、「すべての存在の究極の在る極み、絶対」であると解説している。
そして、晩年の三島が『荒野より』、『蘭陵王』、『独楽』のような「虚構のヴェール」の無い小説作法で異色の素朴な心境小説を何故書いたのか、何を読者に書き残そうとしたのかの問題に青海は焦点を絞り、三島が常に「二元論的な世界観」の分裂につきまとわれて「言葉の世界」と「行動の世界」を乗り越えた地点に近づこうとしていたことに触れ、以下のように考察している。
佐藤秀明は、青海健が〈荒野〉を「文学や小説そのものが本質的に抱えこんでいる孤独や狂気の領域」と呼び、それが「やがて小説家三島を死へと拉致していく恐るべき領域」とした論考に同意を示し、その〈荒野〉は、三島が15歳の時に書いた詩『凶ごと』の〈町並のむかう〉と同じ場所であり、10代半ばで〈荒野〉の存在に気づいてしまった三島は、生涯にわたって、その〈荒野〉を待ち続けたと考察しながら、その〈町並のむかう〉から〈凶変なだう悪な砂塵が〉〈おしよせてくる〉と書かれた『凶ごと』の、〈窓に立ち椿事を待つた〉〈わたくし〉は、「〈椿事〉が起こることによって何ものかになる」とし、もしも〈椿事〉が起きないのならば、「〈わたくし〉が〈椿事〉を起こすしかない」という思考が、後年の三島が持った行動原理だったと解説している。
また佐藤は、三島が「絶対を垣間見ん」とした「能動的ニヒリスト」と呼ばれたことに触れ、三島が必要とした〈絶対〉〈絶対者〉（「虚無」と言い換えることも可能な）イメージは、高所や垂直にあるのではなく、「平面上の彼方」（〈荒野〉〈町並のむかう〉）に存在するとし、『英霊の聲』では、理想の美的天皇像が〈黄塵のかなた〉から出現し、『奔馬』では、自刃する飯沼勲の見る〈昇る日輪〉（〈絶対〉の観念の具現）が「水平軸のかなた」に位置すること、その他の諸作品（『太陽と鉄』『鏡子の家』）でも、究極を求める思考の感覚が、〈縁（へり）〉〈辺境〉という言葉で表現され、その「超越的地点」かつ「〈絶対〉との境界」が「距離の感覚」で示されていることを指摘している。
そして、そういった三島の思考は、「古代日本の思考」に似ており、古代のヤマトことばは、敬いを「遠近の感覚」によって表わし、上下を意味する言葉はなかったとする国語学者の大野晋の研究（「近くが親愛、遠くが尊敬の扱いとなっていた」）を佐藤は紹介して、三島が求めた〈絶対〉への「距離の感覚」が、「階層的な不可能性ではなく、到達の可能性」を帯び、「すでにそこを知っている、そこに何があるのかを知っているという既知の感覚」（経験以前の既知）を三島が10代の頃から持ち続けていたことが、その作品世界から看取されるとし、その「現実とは別の次元に知覚された超越性」である「現実が許容しない詩」は、三島の生涯の様々な局面で展開していったと論考している。

## 独楽
『荒野より』との類似性を指摘されている『独楽』は、随筆として全集に収められているが、短編小説として論じる研究家もあり、もしもこれを小説と見なすならば、『蘭陵王』に次ぐ、三島の最後の短編小説となる。
初出は1970年（昭和45年）、雑誌『辺境』9月号に掲載された作品で、三島の死後の1971年（昭和46年）5月6日に新潮社より刊行の『蘭陵王――三島由紀夫 1967.1～1970.11』に収録された。

### 内容
ある春の午後、「私」に会いたいと言う男子高校生が3時間も塀の外にいると家政婦から告げられ、「私」はまた狂人の類だと思い、紹介状を持たない人間には会わないと断るが、その高校生は礼儀正しい普通の学生らしいので、外出間際の「私」は、5分間だけという条件でその「少年」と面会した。
頬を赤らめている「少年」には全く不審なところはなく、学生服もきちんと着ていた。時間がないので、一番聞きたい質問を一つだけしてごらん、と「私」が言うと、澄んだ目の「少年」は「先生はいつ死ぬんですか」と「私」を直視した。
「私」はその質問に、「滑稽なしどろもどろな返答」をし、後は呑気な雑談を交わして、「少年」は帰って行った。「私」は外出の用事を済ませ、その日はいつものように過ぎていった。しかし、「少年」の言葉は「私」に刺さったまま、やがて傷口が化膿した。
「私」は自分自身の経験から、少年期というものを知っている。少年は独楽なのだ。独楽が回転して澄んでいる時、独楽には「不気味な能力」が備わり、「全能」でありながら、自身の姿は完全に隠れてしまっている。それは「透明な兇器」に似て、しかも独楽自身はそれに気づかず、軽やかに歌っているのだ。自身が消えていることに気づいていないだけでなく、「何かが自分と入れかわったこと」にも気がつかない。
「先生はいつ死ぬんですか」と質問した時、そこに「少年」は存在していたが、独楽は澄んでいたから、「少年」はそこにいなかった。「少年」は次の瞬間、自分がした質問を覚えていなかったかもしれない。

### 作品背景
『独楽』に登場する少年は、実際に三島邸を訪れており、三島はそのことをドナルド・キーンに語っている。徳岡孝夫も、キーンからその少年の話を三島の直話として聞いたとし、「こういうことでキーン氏に嘘をついたり事実を誇張したりする三島さんでないことは、キーン氏も私も知っている」と述べている。
また、「楯の会」の入会希望者だった「幻の六期生」・須賀清の友人の国学院生が、三島宅を1970年（昭和45年）に訪問し、「先生はいつ死ぬんですか」と質問をしていたというエピソードが「楯の会」会員の証言集に綴られている。この友人は三島と会い、緊張で頭の中が真っ白になり、その質問をしてしまい、その時に三島は「わっはっは」と哄笑し、「まあ、お茶でも飲め」とすすめ、彼は紅茶をご馳走になったという。
この当時の三島は、全共闘や数々の大学で討論会などに出かけていたが、その中で、三島がある学生から、この「ヘルメース」のような少年と同じ質問を受けていたと田中美代子は語っている。

## おもな収録刊行本

### 単行本
- 『荒野より』（中央公論社、1967年3月6日）
  - クロス装。貼函。茶色帯。四六判。全334頁。旧字・旧仮名遣い。巻末に初出データあり。
  - 収録作品：
    - ［第一部 小説］「荒野より」「時計」「仲間」
    - ［第二部 エッセイ］「谷崎潤一郎について」「ナルシシズム論」「現代文学の三方向」「石原慎太郎の『星と舵』について」「団蔵・芸道・再軍備」「夢と人生」「天狗道」「危険な芸術家」「私の遺書」「いやな、いやな、いい感じ」「日本人の誇り」「法学士と小説」「法律と餅焼き」「映画的肉体論――その部分及び全体」「私のきらひな人」「テネシー・ウィリアムズのこと」「空飛ぶ円盤と人間通――北村小松氏追悼」
    - ［第三部 スポーツ］オリンピック（「東洋と西洋を結ぶ火――開会式」「競技初日の風景――ボクシングを見て」「ジワジワしたスリル――重量あげ」「人体まことに不思議――レスリングの練習風景」「白い叙情詩――女子百メートル背泳」「空間の壁抜け男――陸上競技」「17分間の長い旅――男子千五百メートル自由形決勝」「合宿の青春――体操の練習風景」「完全性への夢――体操」「彼女も泣いた、私も泣いた――女子バレー」「『別れもたのし』の祭典――閉会式」）、「実感的スポーツ論」、ボクシング（「狐の宿命――関・ラモス戦観戦記」「若さと体力の勝利――原田・ジョフレ戦」「原田ラドキン戦」「原田ジョフレ戦」）
    - ［第四部 紀行］「ロンドン通信」「英国紀行」「手で触れるニューヨーク」［第五部 戯曲］「アラビアン・ナイト」
- 文庫版『荒野より』（中公文庫、1975年1月10日。新装版2016年6月）
  - 装幀（表紙・扉）：白井晟一。カバーデザイン：熊谷博人。紙装。全320頁
  - 解説：村松剛
  - 収録作品：単行本と同一内容。
  - ※2016年6月の新装版から解説：猪瀬直樹
- 仏文版『Anthologie de nouvelles japonaises contemporaines, 1』〈訳：Estrellita Wasserman〉（1989年）
  - 収録作品：荒野より（Du fond des solitudes）、ほか
- 英語版『Voices of the Fallen Heroes, and other stories』（Vintage Books、2025年1月）
  - 編者：Stephan Dodd。「荒野より」の訳者：ジョン・ネイスン
  - Introduction（まえがき）：ジョン・ネイスン
  - 収録作品：苺（Strawberry）、帽子の花（The Flower Hat）、月（Moon）、自動車（Cars）、可哀さうなパパ（Poor Papa）、切符（Tickets）、孔雀（The Peacocks）、朝の純愛（True Love at Dawm）、月澹荘綺譚（The Strange Tale of Shimmering Moon Villa）、荒野より（From the Wilderness）、英霊の聲（Voices of the Fallen Heroes）、仲間（Companions）、時計（Clock）、蘭陵王（The Dragon Flute）

### 全集
- 『三島由紀夫全集17巻（小説XVII）』（新潮社、1973年12月25日）
  - 装幀：杉山寧。四六判。背革紙継ぎ装。貼函。全637頁。旧字・旧仮名遣い。
  - 監修委員：石川淳、川端康成、中村光夫、武田泰淳。編集：佐伯彰一、ドナルド・キーン、村松剛、田中美代子
解題・校訂：島崎博、田中美代子
  - 月報：松本道子「或る日の思い出」。《評伝・三島由紀夫8》佐伯彰一「二つの遺作（その7）」。《同時代評から8》虫明亜呂無「『英霊の声』『絹と明察』などをめぐって」。「主要参考文献目録8」（作成：島崎博）。写真3葉
  - 収録作品：「剣」「絹と明察」「月澹荘綺譚」「三熊野詣」「孔雀」「朝の純愛」「仲間」「英霊の聲」「荒野より」「時計」「蘭陵王」
  - ※ 同一内容で豪華限定版（装幀：杉山寧。総革装。天金。緑革貼函。段ボール夫婦外函。A5変型版。本文2色刷）が1,000部あり。
- 『昭和文学全集15』（小学館、1987年2月1日）
  - 装幀：菊地信義。布装。天金。ビニールカバー。機械函。全1,073頁。口絵写真撮影者：立花義臣、樋口進
  - 解説・年譜作成：磯田光一。「作家アルバム」付。
  - 編集委員：井上靖、山本健吉、中村光夫、吉行淳之介、高橋英夫、磯田光一。編集参与：小田切進、巖谷大四
  - 月報：芥川瑠璃子「三島由紀夫さんの憶い出」。三島関係の写真4葉あり。
  - 収録作品：「金閣寺」「午後の曳航」「橋づくし」「憂国」「荒野より」「蘭陵王」「サド侯爵夫人」
- 『三島由紀夫短篇全集』〈下巻〉（新潮社、1987年11月20日）
  - 四六判。布装。カバー。セット機械函。2段組。1,040頁
  - 収録作品：「家庭裁判」から「蘭陵王」までの73篇。
- 『決定版 三島由紀夫全集20巻・短編6』（新潮社、2002年7月10日）
  - 装幀：新潮社装幀室。装画：柄澤齊。四六判。貼函。布クロス装。丸背。箔押し2色。
  - 編集：田中美代子、佐藤秀明、井上隆史、山中剛史。解題・校訂：田中美代子
  - 月報：金子國義「優しく澄んだ眼差し」。出久根達郎「商人根性」。［小説の創り方20］田中美代子「精霊の来訪」
  - 収録作品：
    - ［小説］「憂国」「苺」「帽子の花」「魔法瓶」「月」「葡萄パン」「真珠」「自動車」「可哀さうなパパ」「雨のなかの噴水」「切符」「剣」「月澹荘綺譚」「三熊野詣」「孔雀」「朝の純愛」「仲間」「英霊の声」「荒野より」「時計」「蘭陵王」
    - ［参考作品］「或る男に寄せて」「長崎の詩」「春の花に寄せて、春の花に題す」「山を出づるの記」「ダイナモ」「聖らかなる内在」「馬車」「雨季」「窓」「ミラノ或ひはルツェルンの物語」「環」「白拍子」「坊城伯の夜宴」「領主」「無題（「僕が葉子さんを……」）」「神の湾」「菊若葉」「子供の決闘」「舞踏病」「午後三時」「悪臣の歌」
    - ［異稿］「『サーカス』異稿」「『春子』異稿」「『魔群の通過』異稿」「『怪物』異稿1」「『怪物』異稿2」
    - ［創作ノート］「『剣』創作ノート」「『時計』創作ノート」「『蘭陵王』創作ノート」「『白拍子』創作ノート」「『舞踏病』創作ノート」

## 「独楽」収録本

### 単行本
- 『蘭陵王――三島由紀夫 1967.1～1970.11』（新潮社、1971年5月6日）
  - 装幀：増田幸右。布装。貼函。四六判。全355頁。黄色帯
  - 収録作品：「蘭陵王」のほか、昭和42年から自死までの評論・序文など。
  - 著者の希望により、「蘭陵王」は旧仮名遣い・正字体を用いている。
- 『私の遍歴時代――三島由紀夫のエッセイ1』（ちくま文庫、1995年4月24日）
  - 装幀：安野光雅。カバー装画：山本容子。カバーデザイン：渡辺和雄。全282頁
  - 解説：田中美代子「まだ文学が神聖だった頃」
  - 収録作品：「わが思春期」「私の遍歴時代」「師弟」「高原ホテル」「学生の分際で小説を書いたの記」「わが魅せられたるもの」「作家と結婚」「母を語る――私の最上の読者」「ぼくはオブジェになりたい」「小説家の息子」「実感的スポーツ論」「私の遺書」「私のきらいな人」「男の美学」「雪」「独楽」

### 全集
- 『三島由紀夫全集34巻（評論X）』（新潮社、1976年2月25日）
  - 装幀：杉山寧。四六判。背革紙継ぎ装。貼函。全538頁。旧字・旧仮名遣い。
  - 監修委員：石川淳、川端康成、中村光夫、武田泰淳。編集：佐伯彰一、ドナルド・キーン、村松剛、田中美代子
解題・校訂：島崎博、田中美代子
  - 月報：小賀正義「日本人対日本人」。阿部勉「三島隊長の『問題提起（日本国憲法）』」。《評伝・三島由紀夫34》佐伯彰一「三島由紀夫以前（その10）」。《三島由紀夫論9》田中美代子「隠された宇宙」。「主要参考文献目録34」（作成：島崎博）。写真2葉
  - 収録作品：昭和44年2月から昭和46年11月の評論93篇。
  - ※ 同一内容で豪華限定版（装幀：杉山寧。総革装。天金。緑革貼函。段ボール夫婦外函。A5変型版。本文2色刷）が1,000部あり。
- 『決定版 三島由紀夫全集36巻・評論11』（新潮社、2003年11月10日）
  - 装幀：新潮社装幀室。装画：柄澤齊。四六判。貼函。布クロス装。丸背。箔押し2色。
  - 編集：田中美代子、佐藤秀明、井上隆史、山中剛史。解題・校訂：田中美代子
  - 月報：松本徹「十歳の『アラビヤン・ナイト』」。大須賀瑞夫「最後の講演テープ」。［思想の航海術11］田中美代子「悪魔＝展望の誤謬」
  - 収録作品：［評論］昭和45年1月から昭和45年11月までの評論70篇。［作文］幼少年時代の作文46篇。［参考作品1］共同執筆8篇。［参考作品2］異稿・断片25篇。［参考作品3］英・独文の翻訳掲載5篇（日本語原稿が見つからないもの）。［参考作品4］アンケート45篇。［参考資料（楯の会）］15篇。